# لی شیانجی
لی شیانجی (انگلیسی: Li Xianji؛ زادهٔ ۲۰ سپتامبر ۱۹۶۵)  کشتی‌گیر اهل چین بود. وی در بازی‌های المپیک تابستانی ۱۹۸۸ شرکت کرده‌است.